# Il manuale del cantautore (2002)
Il manuale del cantautore è un album del cantautore italiano Flavio Giurato pubblicato nel 2002 con l'etichetta Vitaminic.

## Tracce
Testi e musiche di Flavio Giurato.
1. Core addannato (feat. Caterina Barenghi) – 3:49
2. L'ufficialino – 4:35
3. Ustica – 5:14
4. Praga – 4:15
5. Mi-Lang – 6:37
6. Candles in the Desert – 5:11

Durata totale: 29:41

## Formazione
- Flavio Giurato - voce
- Piero Tievoli - chitarra, seconda voce
- Toto Torquati - tastiere, ritmica
- Fabio Furlotti - basso, cori
- Vezio Bacci - basso
- Rolando Bacci - batteria
- Eugenio Valentini "Gatto" - armonica, cori